# Compañía Gaditana de Negros

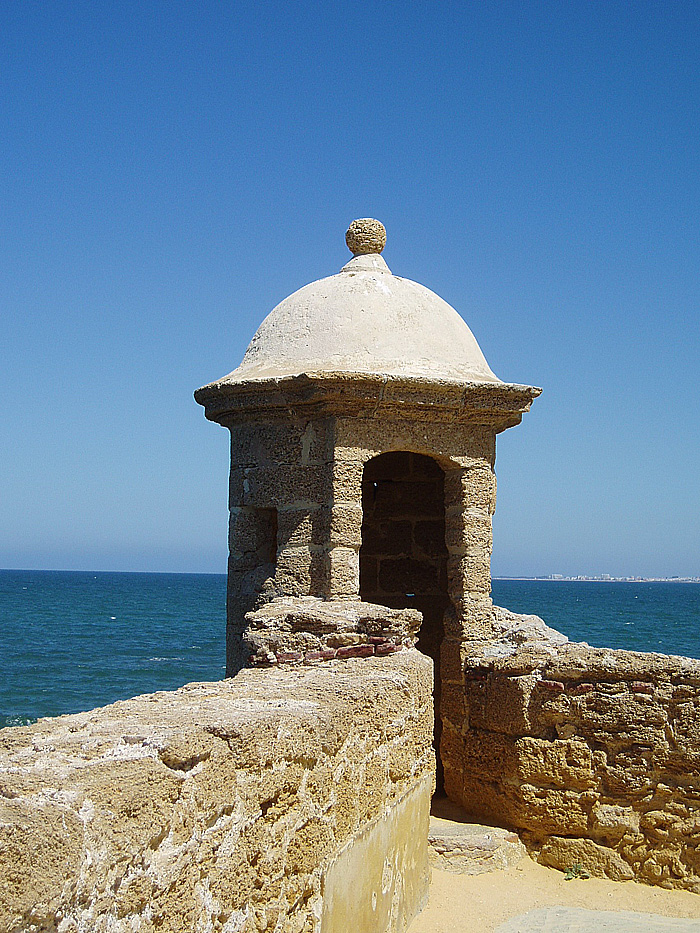
Garita del Castillo de Santa Catalina de Cádiz.

La Compañía Gaditana de Negros era el nombre de una sociedad mercantil española dedicada al tráfico de esclavos entre África y la América española en la segunda mitad del siglo XVIII. Estaba ubicada en Cádiz, sede de la Casa de Contratación.

## Historia
Tradicionalmente la introducción de esclavos negros en los virreinatos americanos fue negocio de portugueses, franceses e ingleses (sobre todo tras finalizar la guerra de sucesión española). Cinco años después de que Miguel de Uriarte presentara la primera solicitud para conseguir el asiento de negros en las Indias, en nombre de Aguirre, Aristegui, J. M. Enrile y Compañía, y tras una serie de arduas negociaciones, el 14 de junio de 1765 se dicta la Real Cédula por la que se aprueba el asiento a su favor. En ella se establecían las condiciones del mismo: el número, el precio y la fecha de pago de los negros introducidos, la salida de las naves, las exenciones de éstas, los puertos del asiento, el establecimiento de una caja central de operaciones en Puerto Rico, etc.

## Fundación
La escritura de la fundación de la compañía se firma el 23 de septiembre de 1765 y en ella junto a Uriarte, aparecen como accionistas, entre otros, quienes aparecieron como fiadores suyos en la primera solicitud: el marqués de Villarreal de Purullena, José María Enrile, Francisco de Aguirre y Lorenzo de Aristegui. En las cláusulas se estipulaba que su duración sería de 10 años y tendría un capital de 970 000 pesos, representado por 970 acciones de 1000 pesos cada una. El desembolso del mismo se haría de acuerdo con las necesidades de la propia sociedad.
En su primer viaje se usa la fragata española La Venganza, que obtiene 250 esclavos, la mitad de lo previsto. De 1766 a 1770 la Compañía Gaditana haría uso de naves de bandera y tripulación francesa e inglesa. La compañía funcionó mal desde sus inicios, y por una serie de problemas de tipo comercial y financiero empezó a acumular deudas que, unidas a los intereses de los préstamos recibidos para subsistir, arrojaron unas pérdidas superiores al millón de pesos en 1770.
Se intentó levantar la compañía con nuevas gracias concedidas por la Corona, pero sin éxito; el comercio de otras mercaderías, tales como harina (entre 1765 y 1772 obtiene el asiento en Cartagena de Indias: a pesar de lo acordado en el contrato –que habla de 1500 esclavos por año– sólo llegaron 985 esclavos, pero sí importó 6853 toneles de harina), carnes, pescados, etc., no resolvieron los problemas económicos crónicos en la sociedad. El 20 de agosto de 1772 se ve obligada a presentar la declaración de quiebra ante el presidente de la Casa de Contratación.

## Disolución
Gracias al apoyo oficial y a la concesión de nuevas gracias y privilegios, la compañía volvió a desarrollar su actividad en los seis años siguientes. A pesar de lo cual, las dificultades económicas de la primera etapa serán un lastre, y en 1779 es disuelta definitivamente. Al margen de los problemas económicos citados, debe destacarse que hubo una importante relación comercial con las Indias, no sólo con la introducción de esclavos, sino también con el intercambio de otras mercaderías: harina, azúcar, café, palo, etc.